# Джон Ванбру
Джон Ванбру (англ. Vanbrugh 1654–1726) — британський драматург, шпигун, архітектор — аматор, що працював в стилі бароко. 1714 року король надав йому титул лицаря.

## Коротке англійське бароко
Бароко в Англії мало обмежений характер і недовгий термін існування. Незначним був і «причт» майстрів, що підтримували стилістику європейського бароко, серед яких:
- Вільям Талман (1650–1719)
- Джон Ванбру (1664–1726), архітектор
- Ніколас Гоксмур (1661–1736), архітектор і помічник Джона Ванбру
- Джеймс Торнгіл, живописець
- Крістофер Рен (частково)
- Ініго Джонс (частково).

Стилістики бароко дотримуються іноземні художники, запрошені в Лондон, переважно представники фламандського бароко. Але серед них переважають портретисти, а не архітектори —
- Антоніс ван Дейк
- Годфрі Кнеллер

Короткі візити Рубенса чи наявність його творів в збірках англійських аристократів і королів не мали впливу в протестантській країні і були швидше зразками митця з Європи, яким не наслідували.

## Життєпис
Джон Ванбру народився в Лондоні і був четвертою дитиною в багатодітній родині, де було дев'ятнадцять дітей. Хрестини відбулися 24 січня 1652 року. 1665 року родина покинула Лондон через епідемію чуми. На другий рік (1666)центральна частина столиці була спустошена Великою пожежею.

## Пошуки в молодості і ув'язнення
Невідомо достеменно, де саме і чому навчався Джон. Але власну кар'єру розпочав офіцером. Можливо, приходом у полк він зобов'язаний родичу, теж офіцеру. В серпні 1686 року він покинув полк, що отримав наказ відбути в гарнізон на острів Гернсі. Багатодітна родина мало чим могла допомогти Джону, відомо, що він мав борги все життя. Брав участь в політичному житті столиці в намаганні передати англійський престол саме протестантському обранцю з Голландії — принцу Вільгельму ІІІ Оранському, дружиною якого була англійська принцеса.
Якийсь час перебував у Франції, можливо, це пов'язане з шпигунською діяльністю. Водночас вивчав там французьку літературу та архітектуру. Був заарештований в порту Кале і як звинувачений в шпигунстві — чотири з половиною роки перебував в ув'язненні, нехай і в умовах деякого комфорту як дворянин сусідньої держави. Тим не менше чотири роки молодості пройшли в тюремному ув'язнені — з 24-х до 29-ти. Нать по звільненню з ув'язнення він три місяці не мав права покидати Францію. Цей термін він і використав для знайомства з зразками французької архітектури та декоративного садівництва. З французької неволі його звільнив обмін політичними полоненими 1693 року. Джон Ванбру відбув з Франції значно розчарований її політичним устроєм, але з визнанням досягнень французької літератури та архітектури і садівництва 17 століття.

## Даматичні твори. Театр
Ще в роки ув'язнення у Франції Ванбру вивчав побудову п'єс Мольєра. Маємо відомості, що вже тоді він зробив спробу створити власний драматичний твір. Наприкінці XVII століття Ванбру поринув в театральний бізнес. Він серед засновників театра, для якого пише декілька драматичних творів. Мало обізнаний з фінансовою сторінкою бізнеса, він був обачним з акторами і своєчасно виплачував платню — не залежно від прибутків (хибна практика в галузі).
1695 року на сцені поставили його виставу «Невиправний». П'єса мала успіх і вона довго утримувалась в репертуарі. 1697 року він оприлюднив другу власну п'єсу під назвою «Скривджена дружина», де піднімав питання прав жінок в шлюбі, що було надто сміливо для настанов блюзнірського суспільства тогочасної Англії. Обидві п'єси мали успіх, але не виправили скрутного матеріального стану Джона Ванбру. До того ж драматичні твори автора звинуватили в порушеннях моралі, а їх успіх розцінили як скандальний. Він все ще входив до скдаду співвласників театра, але шукає нових галузей використання власний здібностей та творчих потенцій, нових джерел для прибутку. На суспільній сцені з'явився Ванбру — архітектор.

## Звернення до архітектурної практики
Для багатьох було несподіванкою звернення Джона Ванбру до архітектурної практики наприкінці XVII століття. Ймовірно, він цікавився архітектурою давно, але на рівні хобі, приватної зацікавленості, нікому не відкриваючи цієї зацікавленості. Невідомо також, щоби він опановував десь будівельну галузь чи математику. Не дивно, що він узяв на себе роль розробника задуму і проектанта, тоді як необхідні розрахунки і практичне виконання брав на себе Николас Хоксмур (1661–1736). Останній пройшов добру школу, працюючи на будівництві разом з архітектором Крістофером Реном.
На архітектурні проекти Джона Ванбру повинні були вплинути рішення і знахідки таких авторитетних митців доби, як італієць Лоренцо Берніні чи француз Луї Лево. Дві споруди Луї Лево англієць-аматор міг побачити в Парижі на власні очі — це Будинок Інвалідів (Ветеранів війни) та колеж Чотирьох Націй. Але в творах Ванбру впливи манери Луї Лево не відчуваються. В проектах він достатньо самостійний і розвивав національний варіант бароко, не схожий на зразки з контитенту. З його повідомлень, він створив подорож в північних районах Британії, досліджуючи приватні садиби англійських аристокатів. Серед бачених і проаналізоватиж споруд був і бароковий замок — палац Чатсворт-хаус, який вибудував Вільям Талман.
Джон Ванбру — не перший серед англійських архітекторів, що звернувся до стилістики бароко. Серед перших був садівник і архітектор Вільям Талман. Але Талман не відрізнявся спокійним характером, не був привітним з замовниками і встиг вибудувати небагато. Це сприяло передачі деяких значних замов не Талману, а саме митцям Джону Ванбру та Николасу Хоксмуру. По смерти Хоксмура архітектурна практика Джона Ванбру уповільнюється, а його проекти (за висновками сучасників)стають більш геометричними і не набувають артистичної легкості. Ванбру теж встиг вибудувати небагато і практично разом з його смертю увірвався розвиток барокової архітектури Британії.

## Архітектурні твори

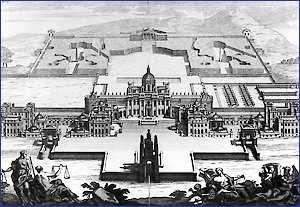
Замок Говард, проект, оприлюденений 1725 року.

#### Замок Говард (1699).
Замок (палац) — П-подібний за поземним планом, з курдонером та бічними флігелями. Використана розповсюджена французька схема: величний центральний корпус, два бічні павільйони, які поєднані з центральним корпусом галереями. В замку Говард — центральний корпус має цокольний та два парадні поверхи, галереї — цокольний та один парадний поверх. Курдонер утворюють бічні флігелі, що беруть початок від кінцевих павільйонів. Садовий фасад прикрашають пілястри на всю висоту споруди і трикутний фронтон, парапет, прикрашений декоративними вазами. В останній період будівництва готову будівлю додатково увінчали банею з куполом, яку запозичили з пишної споруди Грінвіцького шпиталю.
Палац оточують довгі і дещо нудні англійські газони, порожнину яких перебивають поодинокі дерева, вистріжені рослини і пишний бароковий фонтан. Господарські споруди приховані за кам'яним парканом, де створені городи, оранжерея тощо. Приватна садиба має площу чотири квадратні кілометри. Первісний задум так і не був втілений повністю, бо не було відбудоване західне крило палацу.

#### Палац Бленгейм (1707–1722)

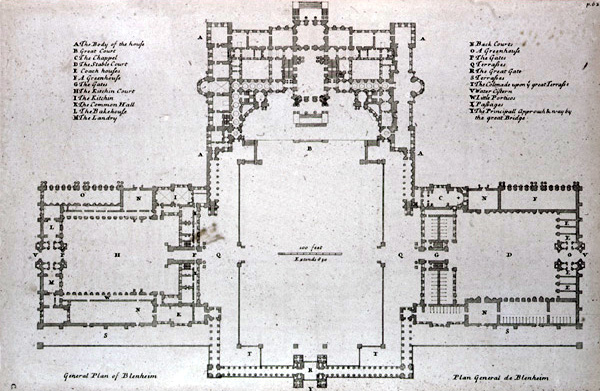
Палац Бленхейм, поземний план.

Палац Бленгейм був  офіційною (державною) замовою архітектору — аматору від королівського двору. Королівське подружжя бажало подякувати за важливу військову перемогу полководцю Джону Черчилю створенням його розкішної резиденції. Вона отримала назву від містечка, де той отримав перемогу. Ймовірно, це найпишніша з резиденцій, створена Ванбру, що не відчував грошових чи творчих обмежень. Палац має величний курдонер, облямований двома палацовими корпусами, кожний з власним, квадратним, внутрішнім двором. Навколо розплановані сади бароко. Невелика огорожа і сухі рови повинні були захистити двори і пишну рослинність садів від овець, яких випасали навкруги.

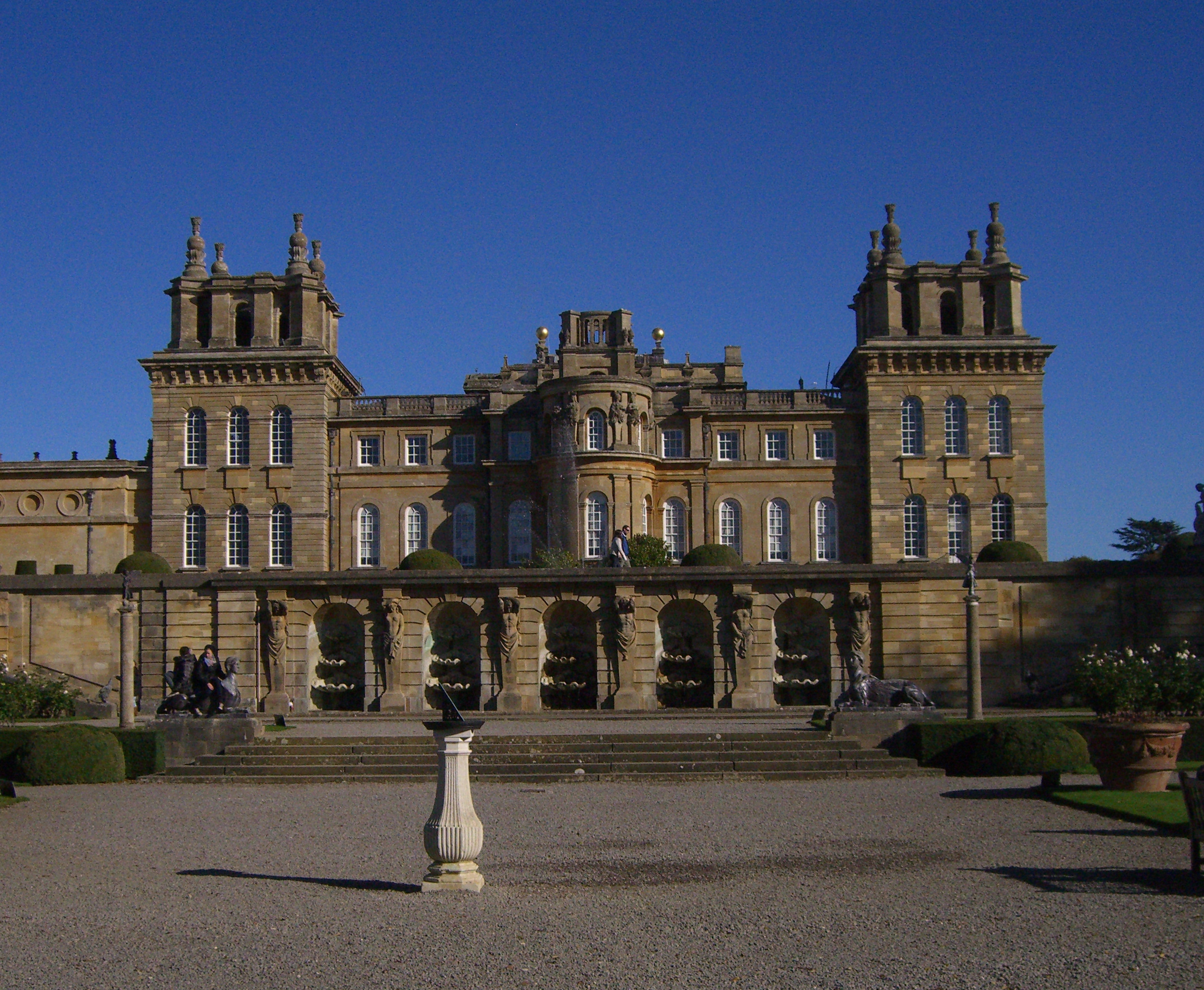
Палац Бленхейм, західна тераса.
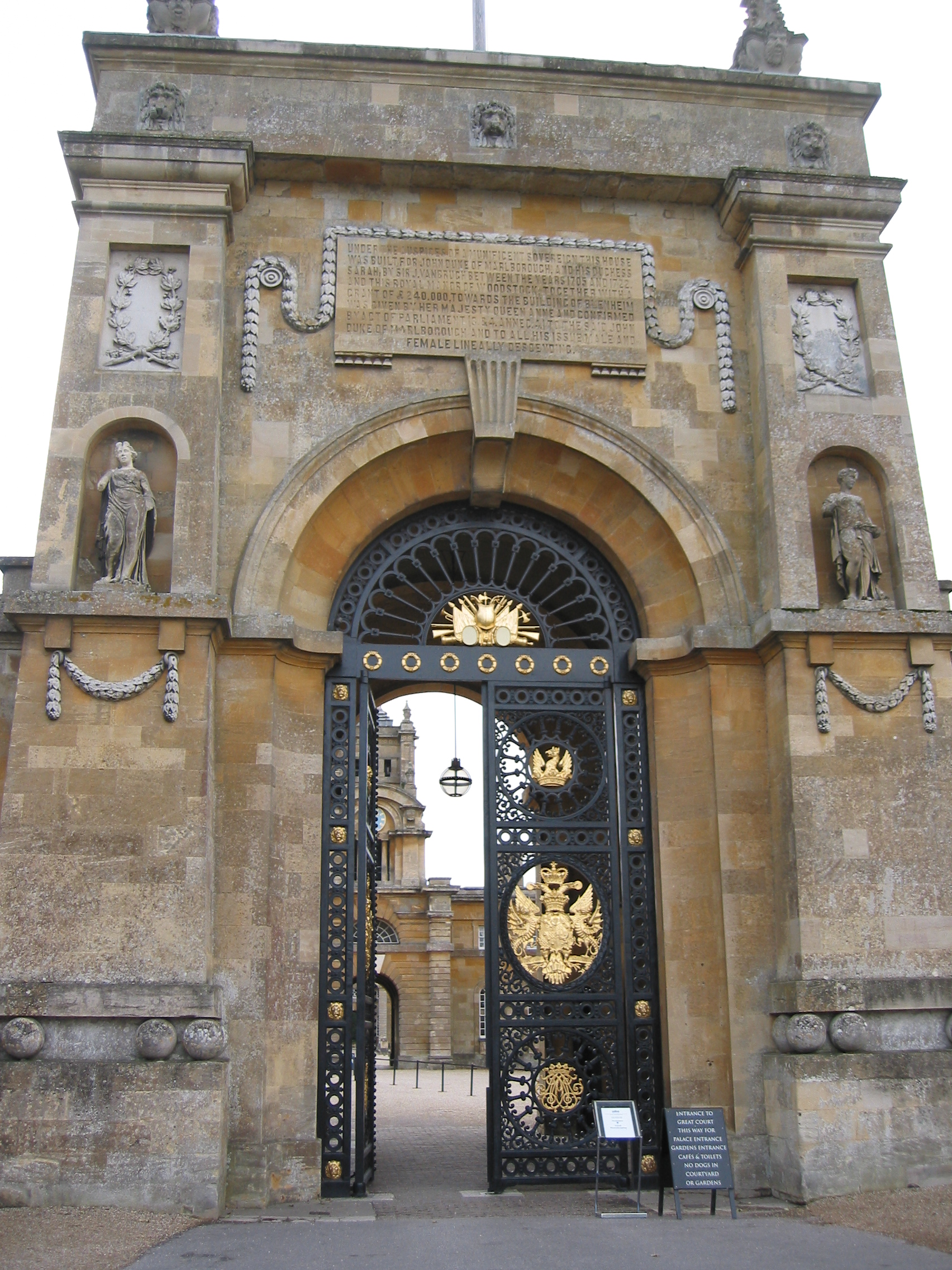
Палацова брама у вигляді триумфальної арки з золоченими ґратами.
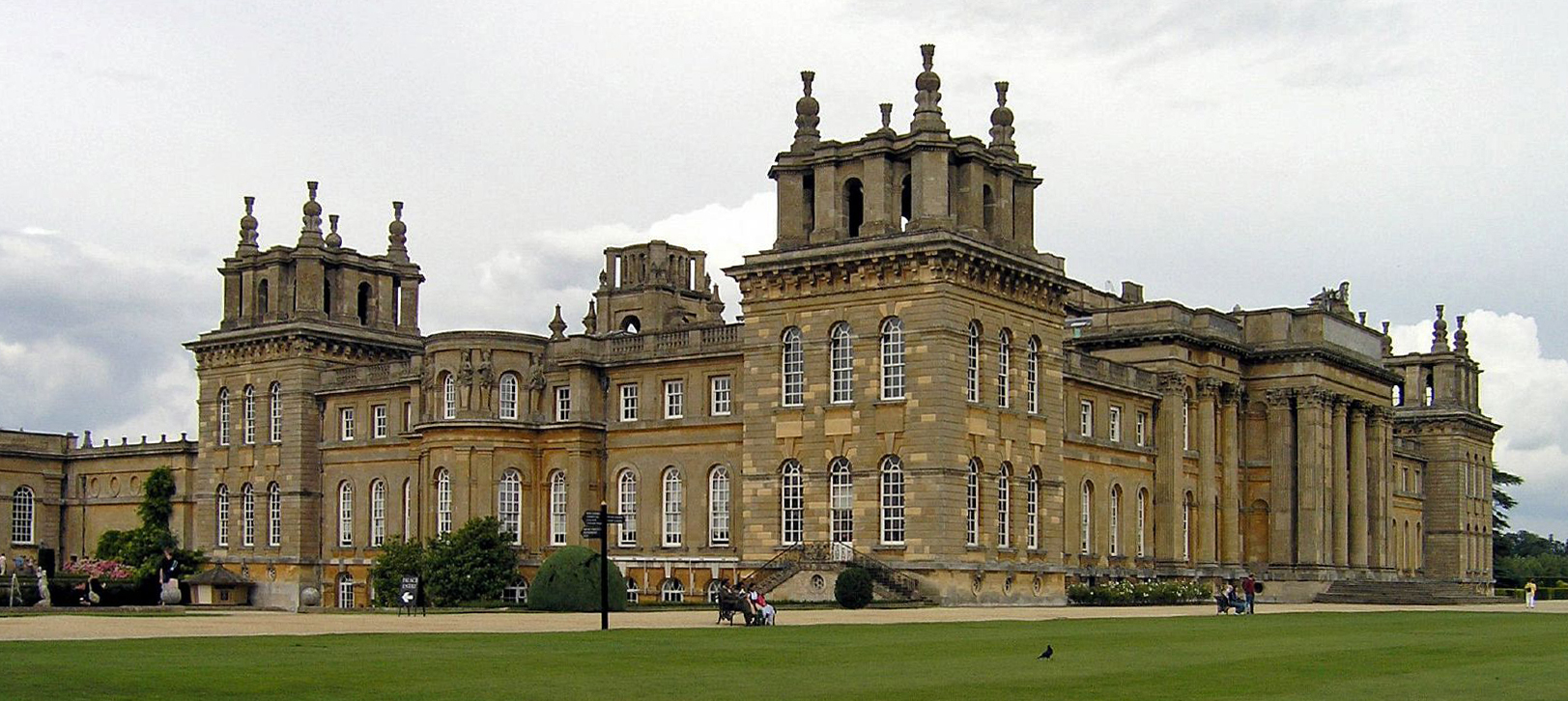
Фасади палацу Бленхейм.

#### Палац Сеатон Делавел Голл (1718)

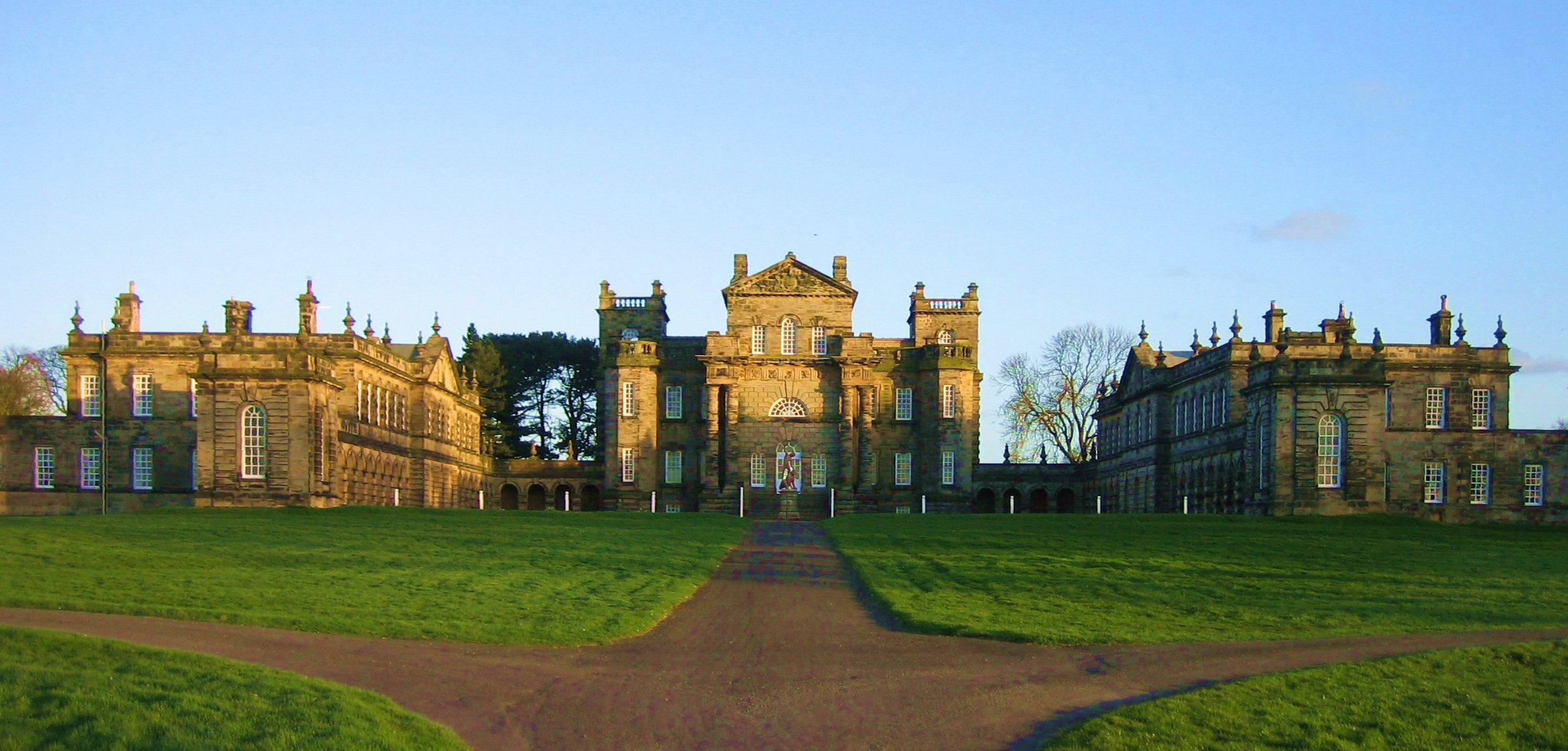
Палац Сеатон Делавел Голл

На початку XVIII століття архітектурна діяльність Ванбру зійшла нанівець і через непопулярність бароко в пуританській Англії, і через прихильність замовників до стриманих форм класицизму і його різновиду — палладіанства.

## Родина Гоксмура

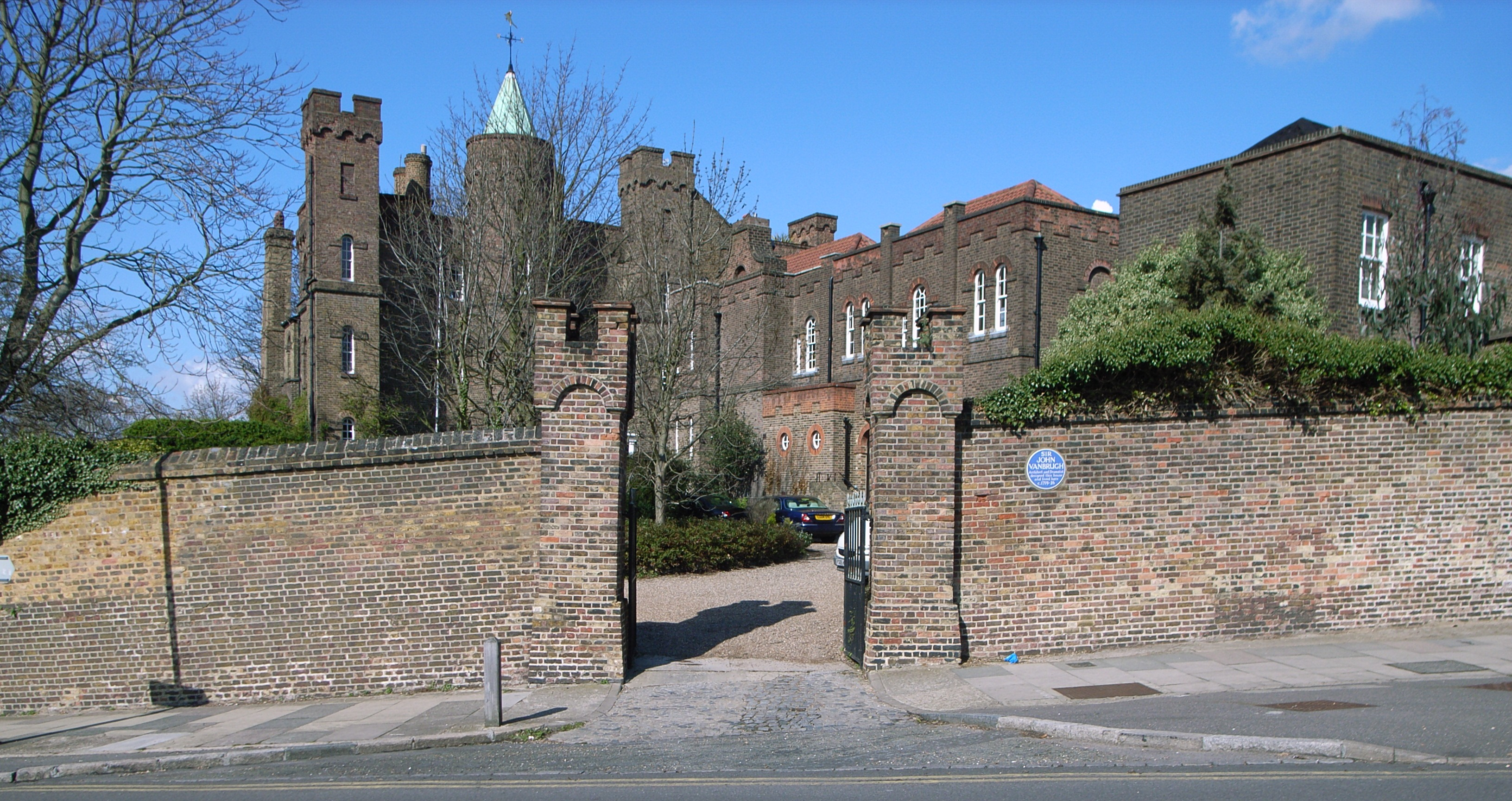
Будинок родини Ванбру

Джон Гоксмур узяв шлюб у віці п'ятдесят п'ять років з Генріетою Марією Ярборо. Вінчання відблося 1719 року в церкві Сент-Лоренс в місті Йорк. Нареченій було двадцять шість років. Ймовірно, на пізнє весілля вплинув недобрий матеріальний стан Ванбру, що все життя мав борги. Сучасники відгукувались про його спокійний характер і з здивуванням помічали, що він ніколи не переслідував власних боржників. Хоча це була звична практика в Лондоні і в його оточенні. Сучасники вважали його шлюб досить вдалим, незважаючи на значну різницю віку між дружиною та чоловіком. Це було так не схоже на драматичні твори для театру самого Ванбру, що мали значні конфліктні ситуації. В родині було двоє синів.
Подружжя мешкало в невеликому будинку, який перебудував сам Ванбру на просторіший в 1718–1726 роках. Він існує досі в південній частині Лондона в районі Гринвіч.